# International Indian Treaty Council
L'International Indian Treaty Council fou una organització dels amerindis estatunidencs. El 1974 va celebrar la seva Primera Conferència a Standing Rock, i el 1976 la Segona Conferència. Redacten el diari Red Paper on redactaren una declaració d'independència de les nacions índies, així com la lluita pels tractats violats. Fou creada per l'AIM.
Consideren que la tribu ha de ser una subdivisió de caràcter polític dins dels EUA. Des del 1977 són reconeguts per l'ONU com a ONG, i són una veu consultiva com a representant dels indis. Un d'ells, George Manuel, defineix el Quart Món, rebutjant la pertinença al Tercer Món i les teories de l'estat-nació occidental. Des d'aleshores, endemés, el seu líder és el cherokee Jimmy Durham, qui trencaria amb l'AIM el 1979 per criticar la conducta dels líders durant la Marxa Més Llarga. El 1977 va intentar portar al govern dels EUA al tribunal dels Pobles de Ginebra, però aquest es va negar.
El 1978 van redactar un informe econòmic, segons el qual el 75% dels indis estaven malnodrits, tenien una renda per càpita mitjana de 2.000 $ (6.000 era la mitjana dels EUA), un 75% estaven a l'atur (90% a l'hivern), amb altes taxes de natalitat i alcoholisme i intents d'esterilització (un 24% de les joves índies han estat esterilitzades sense el seu permís).
El 1968 unes 35 tribus tenien una mitjana de 2.000 persones, i 200 i escaig una mitjana d'un miler. També tenien un excedent de 100.000 acres de terra.